# 田中茂穂 (武道家)
田中 茂穗（たなか しげほ、1928年（昭和3年）3月28日 - 2020年（令和2年） 5月11日、武道家（明治神宮武道場至誠館 名誉館長）。

## 経歴
東京出身。
1949年、拓殖大学卒業。
年少の頃より柔剣道を修行。戦後、合気道開祖植芝盛平翁、植芝吉祥丸二代目道主、塩田剛三より合気道を、
鹿島神流第18世宗家国井道之師範より鹿島神流を学ぶ。
1954年、東京大学合気道部を創設し、師範となるほか、中央大学、専修大学、富山大学、金沢大学、
日本国有鉄道本社、ならびに中央鉄道学園にて合気道の師範となる。
1961年、全日本学生合気道連盟発足に携わり、講師に就任する。
1973年、合気道八段位。明治神宮武道場至誠館設立に尽力し、同武道場に奉職。
1993年、体育功労者文部大臣表彰受賞、秋の叙勲で木杯賜与。
至誠館館長退任、合気道九段位、名誉館長に就任。
1999年、武道を通じ諸外国との交流親善の功により、外務大臣表彰受賞。
2009年、旭日小綬章受章。
毎年海外の指導、遠征は数多く、韓国、カナダ、ドイツ、イングランド、東南アジアそのほかに招請されている。
生前、明治神宮武道場至誠館を中心とした合気道の指導に精力的に取り組んでいた。